# Neolithobius entonus
Neolithobius entonus är en mångfotingart som beskrevs av Chamberlin 1942. Neolithobius entonus ingår i släktet Neolithobius och familjen stenkrypare. Inga underarter finns listade i Catalogue of Life.